# Överammer
Överammer is een plaats in de gemeente Ragunda in het landschap Jämtland en de provincie Jämtlands län in Zweden. De plaats heeft 108 inwoners (2005) en een oppervlakte van 47 hectare. De plaats ligt aan de rivier de Ammerån, een zijrivier van de Indalsälven.

## Verkeer en vervoer
Bij de plaats loopt de Länsväg 344.